# Einzelrad-Einzelfahrwerk

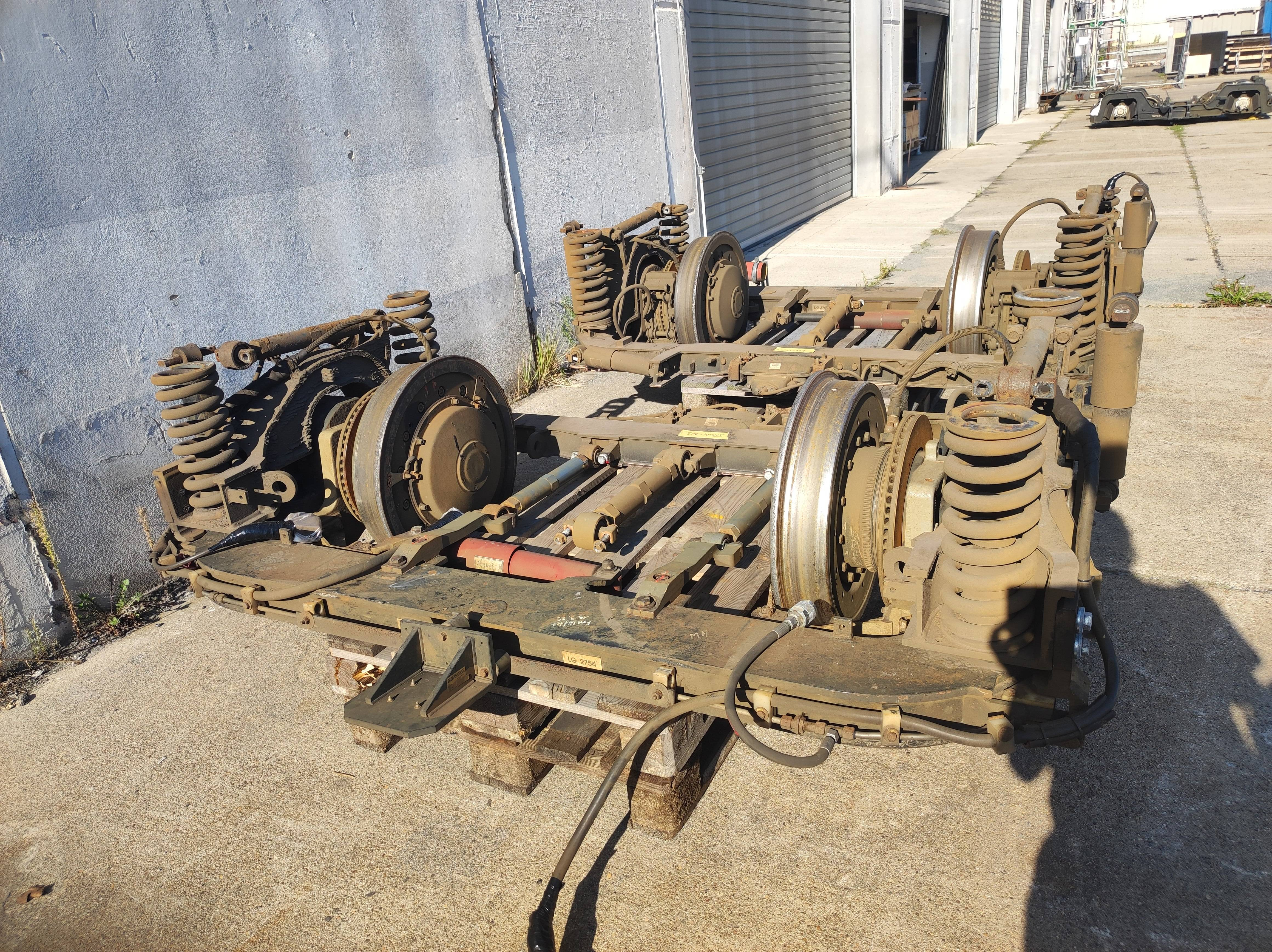
Zwei zur Fahrzeuginstandsetzung ausgebaute EEF

Das Einzelrad-Einzelfahrwerk (kurz EEF) ist eine Fahrwerksbauart für Schienenfahrzeuge, die auf einer besonderen Form des Losradsatzes basiert. Das Funktionsprinzip des EEF wurde an der RWTH Aachen von Fritz Frederich entwickelt. Eine von der Duewag und der Bergischen Stahlindustrie zur Serienreife entwickelte Variante kam von 1990 bis 2001 bei einigen niederflurigen Straßenbahn-Fahrzeugserien zur Anwendung, konnte sich jedoch nicht dauerhaft etablieren.

## Funktionsprinzip
In jedem Fahrwerk ist nur ein Radpaar angeordnet. Anders als bei Drehgestellen wird das Fahrwerk nicht gegenüber dem zugehörigen Wagenkasten ausgelenkt. Stattdessen werden die einzelnen Räder gegenüber dem Fahrwerk ausgelenkt. Sie schwenken dabei jeweils um eine vertikale Achse, die sich etwas neben dem Rad befindet (auf der gleismittenabgewandten Seite). Das Prinzip ist vergleichbar mit der bei Kraftfahrzeugen üblichen Achsschenkellenkung, ausgeführt mit negativem Lenkrollradius. Allerdings erfolgt die Lenkung nur durch die zwischen Rad und Schiene wirkenden Kräfte und nicht durch von außen einwirkende Lenksysteme. Dazu ist die richtige Wahl des Radprofils wichtig. Zur Kopplung der Schwenkbewegungen beider Räder eines Fahrwerks sind diese über eine Spurstange verbunden. In der serienmäßig gebauten Normalspurversion schwenkt dabei das bogeninnere Rad stärker aus als das bogenäußere. In der Meterspurversion stellen sie sich hingegen parallel ein.

## Spurverengung
Aufgrund der unterschiedlichen Drehpunkte beider Räder eines Radpaars ergibt sich in Gleisbögen eine Verengung des Spurmaßes. Beispielsweise beim 6ENGTW der Straßenbahn Kassel wurden zum Ausgleich der Spurverengung die Spurkranzdicken reduziert und die Räder so eingebaut, dass das Spurmaß in der Geraden etwas größer als üblich ist. In Meterspurnetzen ist die Problematik stärker ausgeprägt, so dass auch Anpassungen an der Infrastruktur, konkret den Herzstücken vieler Weichen, vorgenommen werden mussten. Ein Grund dafür ist die parallele Einstellung der Räder in dieser Variante. Außerdem trägt dazu bei, dass sich das EEF, wie bei Straßenbahnfahrwerken üblich, zwischen den Spurweiten durch Innenlagerung (Normalspur) und Außenlagerung (Meterspur) unterscheidet. Bei Belastung ergibt sich eine geringfügige Biegung des Fahrwerks, die das Spurmaß um bis zu einen Millimeter beeinflussen kann. Bei der Innenlagerung der Normalspurvariante tritt dieser Effekt als Spurerweiterung bzw. Verminderung der Spurverengung auf, bei der Außenlagerung der Meterspurvariante hingegen als Verstärkung der Spurverengung.

## Vor- und Nachteile
Die Motivation zur Entwicklung und Nutzung der EEF lag insbesondere in einer Reduzierung der Masse des Fahrzeugs. So kann prinzipiell ein zweiachsiges Drehgestell durch ein einzelnes EEF ersetzt werden, womit jeweils ein vollständiger Radsatz und dessen Masse entfällt. Die je Rad wirkende Last erhöht sich jedoch im Gegenzug. Wenn nur die Laufdrehgestelle durch EEF ersetzt werden, kann dies zu einer gleichmäßigeren Verteilung der Radlasten gegenüber zuvor üblichen Gelenkwagen mit nicht angetriebenen Jakobs-Drehgestellen führen. So sind beispielsweise beim Stadtbahnwagen Typ M/N die angetriebenen Räder mit ungefähr 2,3 Tonnen und die antriebslosen Räder mit ungefähr 1,5 Tonnen belastet. Beim Kasseler 6ENGTW hingegen, der konventionelle Triebdrehgestelle und antriebslose EEF kombiniert, sind die Lasten mit 2,39 Tonnen (angetrieben) und 2,46 Tonnen (antriebslos) fast identisch.

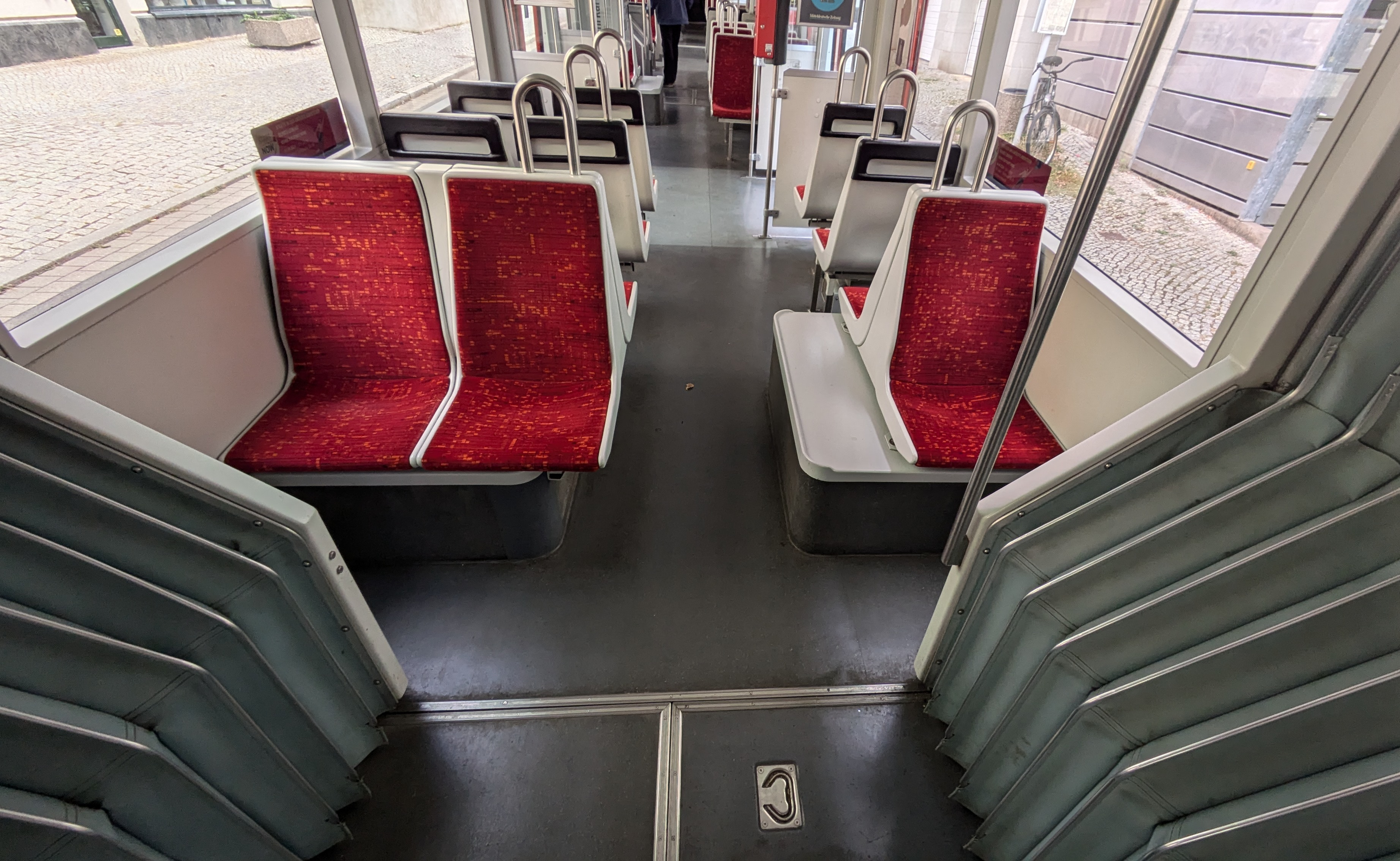
Fahrgastraum im Bereich eines EEF mit nur einzelnen Radkästen (MGT6D der Straßenbahn Halle (Saale))

Neben der Einsparung von Masse und damit Kosten ergeben sich durch die EEF auch Vorteile bei der Einrichtung des Fahrgastraums von Niederflurwagen. Durch die Reduzierung der Radanzahl ergeben sich weniger Radkästen, welche stets mit Einschränkungen der möglichen Sitzanordnungen einhergehen. Dadurch, dass nur die einzelnen Räder schwenken, ergibt sich genüber Drehgestellen außerdem eine größere Gangbreite. Wie auch bei anderen Losradsätzen ermöglicht die fehlende Radsatzwelle den niederflurigen Durchgang. Nachteilig in der Geradeausfahrt ist wie bei allen Losradsätzen, dass die EEF keinen Sinuslauf erzeugen. Im Gegenzug wirken sich in Gleisbögen die radiale Einstellung der Räder und der fehlende Längsschlupf positiv hinsichtlich Verschleiß und Geräuschentwicklung aus.

## Anwendung
Zunächst wurden die EEF in einem vorhandenen Triebwagen der Rheinbahn über eine Strecke von 50 000 Kilometern erprobt. Diese waren ohne Primärfederung und mit einer Luftfederung als Sekundärfederstufe ausgeführt. Anschließend wurden zu Beginn der 1990er Jahre einerseits die VÖV-Niederflurprototypen als vollständig auf EEF basierende Triebwagen und andererseits der NGT6C bzw. 6ENGTW für die Straßenbahn Kassel als erste Serienanwendung nicht angetriebener EEF gebaut. Die angetriebenen EEF der Prototypen führten zu Problemen und wurden schließlich nicht zur Serienreife entwickelt. Auch die antriebslose Variante der Kasseler Serienfahrzeuge wies anfangs eine zu hohe Geräuschentwicklung sowie unbefriedigende Laufruhe auf. Durch eine im Laufe des Jahres 1991 nachgerüstete Primärfederung zusätzlich zur mit Schraubenfedern ausgeführten Sekundärfederung wurden diese Probleme jedoch behoben. So kamen antriebslose EEF bei den MGT6D für mehrere Betriebe und beim 6NGTWDE der Straßenbahn Rostock in größeren Stückzahlen zur Anwendung.